# Les Bottereaux
Les Bottereaux is een gemeente in het Franse departement Eure (regio Normandië) en telt 250 inwoners (1999). De plaats maakt deel uit van het arrondissement Évreux.

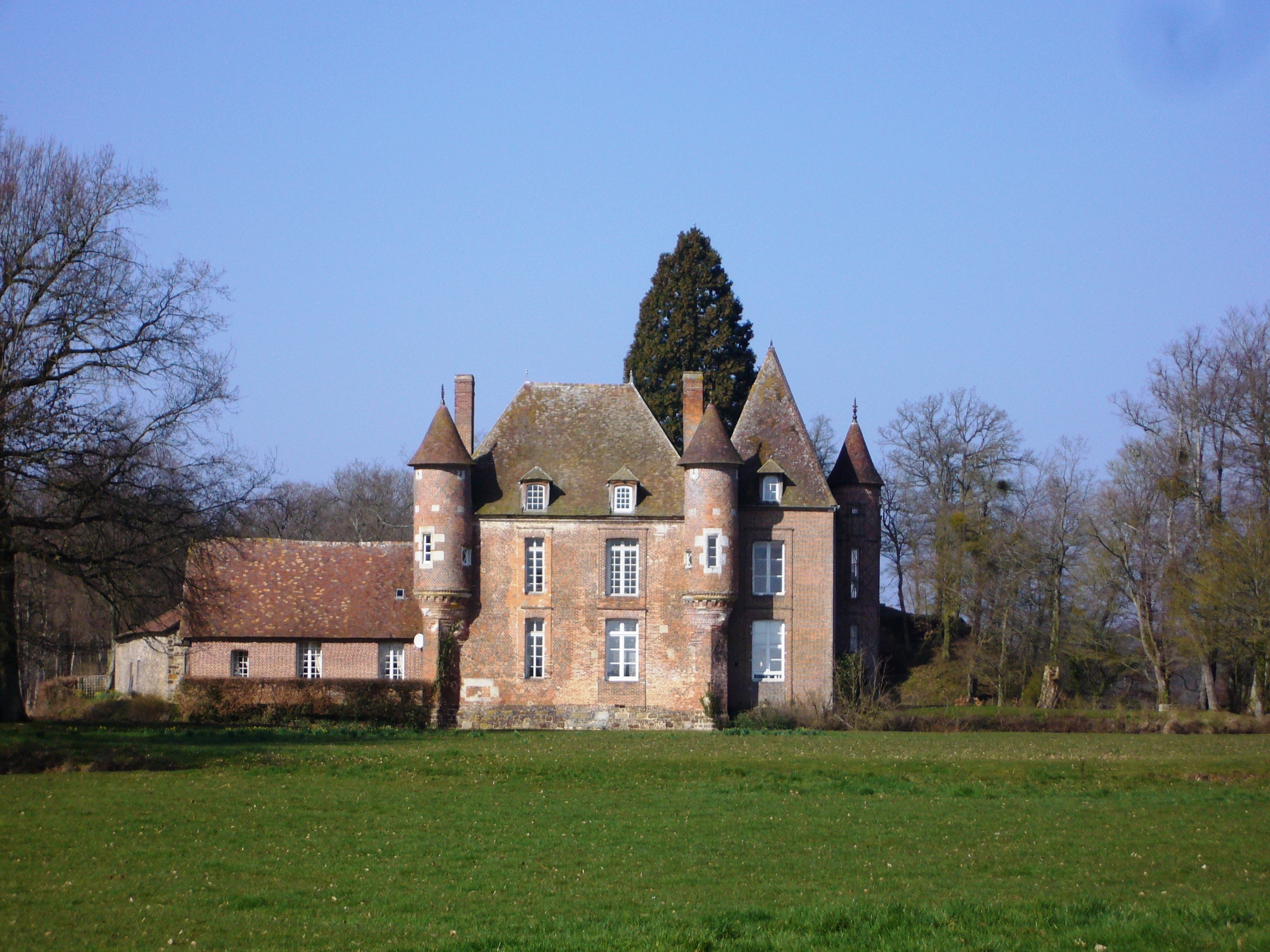
Kasteel van Les Bottereaux
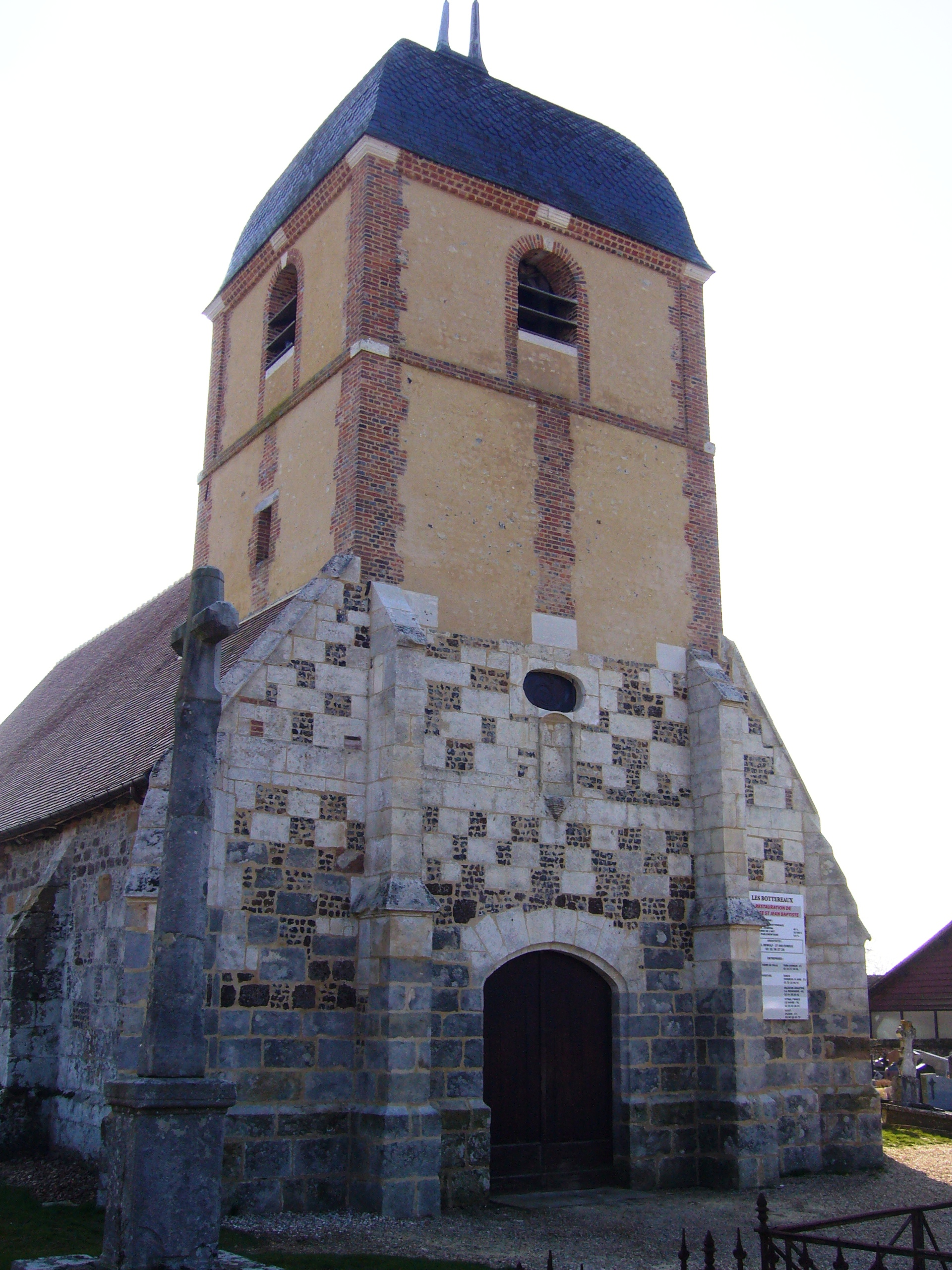
Kerk van St Johannes de Doper

## Geografie
De oppervlakte van Les Bottereaux bedraagt 21,7 km², de bevolkingsdichtheid is 11,5 inwoners per km².
De onderstaande kaart toont de ligging van Les Bottereaux met de belangrijkste infrastructuur en aangrenzende gemeenten.

## Demografie
Onderstaande figuur toont het verloop van het inwonertal (bron: INSEE-tellingen).